# Четирите пера
„Четирите пера“ (на английски: The Four Feathers) е военен филм от 2002 г. на режисьора Шекар Капур и във филма участват Хийт Леджър, Уес Бентли, Кейт Хъдсън, Джимон Унсу и Майкъл Шийн.
Някои от тримата поддържащи актьори са ранени в инцидент по време на снимките в Гринуич.

## Актьорски състав
| Актьор              | Роля               |
| ------------------- | ------------------ |
| Хийт Леджър         | Хари Фейвършам     |
| Уес Бентли          | Джак Дуранс        |
| Джимон Унсу         | Абу Фатма          |
| Кейт Хъдсън         | Етне Юстас         |
| Рупърт Пенри-Джоунс | Том Уилоугби       |
| Крис Маршал         | Едуард Кастелтън   |
| Майкъл Шийн         | Уилям Тренч        |
| Алекс Дженингс      | Полковник Хамилтън |
| Джеймс Козмо        | Полковник Съч      |
| Анджела Дъглас      | Леля Мари          |
| Тим Пигот-Смит      | Генерал Фейвършам  |
| Луси Гордън         | Изабел             |

## В България
В България филмът е пуснат по кината на 4 април 2003 г. от Юнайтед Синема.
На 10 март 2004 г. е издаден на VHS и DVD от Съни Филмс.